# Светски куп у биатлону 2012/13 — 2. коло
Друго коло Светског купа у биатлону 2012/13. одржано је од 7. до 9. децембра 2012. године у Хохфилцену, (Аустрија).

## Сатница такмичења
| Датум       | Време (UTC+1) | Дисциплина                  |
| ----------- | ------------- | --------------------------- |
| 7. децембар | 11:30         | Спринт 10 км, мушкарци      |
| 7. децембар | 14:30         | Спринт 7,5 км, жене         |
| 8. децембар | 12:45         | Потера 12,50 км, мушкарци   |
| 8. децембар | 15:00         | Потера 10 км, жене          |
| 9. децембар | 11:15         | штафета 4 х 7,5 км мушкарци |
| 9. децембар | 14:00         | штафета 4 х 6 км, жене      |

## Резултати такмичења

### Мушкарци
| Дисциплина:               | Злато:                                                                                                   | Време                                         | Сребро:                                                                      | Време                                                     | Бронза:                                                                        | Време                                                     |
| Спринт 10 км детаљи       | Андреас Бирнбахер · Немачка                                                                              | 25:31,1 (0+0)                                 | Мартен Фуркад · Француска                                                    | 25:31,5 (1+0)                                             | Јаков Фак · Словенија                                                          | 25:44,8 (0+1)                                             |
| Потера 12,5 кмt детаљи    | Јаков Фак · Словенија                                                                                    | 34:14,8 (0+0+1+1)                             | Дмитриј Малишко · Русија                                                     | 34:15,7 (0+0+0+1)                                         | Мартен Фуркад · Француска                                                      | 34:23,4 (0+2+0+1)                                         |
| Штафета 4 x 7,5 км детаљи | Норвешка · Lars Helge Birkeland · Оле Ејнар Бјерндален · Vetle Sjåstad Christiansen · Henrik L'Abée-Lund | 1:17:55,2 (0+0) (0+0) (0+0) (0+1) (0+0) (0+0) | Француска · Венсан Же · Jean Guillaume Beatrix · Алексис Беф · Мартен Фуркад | 1:18:29,7 (0+0) (0+0) (0+0) (0+2) (0+1) (0+1) (0+1) (0+0) | Русија · Антон Шипулин · Andrei Makoveev · Јевгениј Устјугов · Дмитриј Малишко | 1:18:41,8 (0+1) (0+0) (0+1) (0+3) (0+0) (0+0) (0+2) (0+2) |

### Жене
| Дисциплина:             | Злато:                                                                         | Време                                                     | Сребро:                                                                   | Време                                         | Бронза:                                                                             | Време                                         |
| Спринт 7,5 км детаљи    | Дарија Домрачева · Белорусија                                                  | 22:24,7 (1+0)                                             | Кајса Мекерејнен · Финска                                                 | 22:29,4 (0+1)                                 | Тора Бергер · Норвешка                                                              | 22:37,6 (0+1)                                 |
| Потера 10 км детаљи     | Синеве Солемдал · Норвешка                                                     | 31:13.4 (1+0+0+0)                                         | Тора Бергер · Норвешка                                                    | 31:43.6 (0+1+1+0)                             | Кајса Мекерејнен · Финска                                                           | 31:46.7 (0+0+2+2)                             |
| Штафета 4 x 6 км детаљи | Норвешка · Фани Веле-Странд Хорн · Синеве Солемдал · Hilde Fenne · Тора Бергер | 1:11:45.1 (0+0) (0+0) (0+1) (0+2) (0+1) (0+0) (0+0) (0+1) | Украјина · Вита Семеренко · Ваљ Семеренко · Јулија Џима · Олена Пидрушина | 1:12:15,5 (0+0) (0+1) (0+0) (0+3) (0+0) (0+0) | Русија · Јекатерина Глазирина · Олга Зајцева · Јекастерина Шумилова · Олга Вилухина | 1:12:30,5 (0+0) (0+0) (0+0) (0+3) (0+1) (0+0) |

## Успеси
Навећи успеси свих времена
| - Ветле Штостад Кристијансен, Норвешка, 15. место у спринту - Скот Пера, Канада, 25. место у спринту - Симон Детје, Француска, 37. место у спринту - Tomaas Krupcik, Чешка, 56. место у спринту и 55 у потери - Алексеј Алмоуков, Аустралија, 58. место у спринту и потери - Joel Sloof, Холандија, 62. место у спринту - Дино Бутковић, Хрватска, 98. место у спринту | - Ана-Карин Стремстед, Шведска, 12. место у спринту - Надин Хорхлер, Немачка, 13. место у спринту и 10. место у потери - Јекатерина Шумилова, Русија, 16. место у спринту и 8. место у потери - Розана Крофорд, Канада, 24. место у спринту - Елин Матсон, Шведска, 32. место у спринту - Alexia Runggaldier, Италија, 33. место у спринту и 28. у потери - Мартина Храпанова, Словачка, 37. место у спринту - Никол Гонтје, Италија, 43. место у спринту - Аса Лиф, Шведска, 61. место у спринту - Паулина Фијалкова, Словачка, 62. место у спринту - Johanna Taliharm, Естонија, 66. место у спринту - Стефани Попова, Бугарска, 84. место у спринту - Синеве Солемдал, Норвешка, 1. место у потери |

| Прва трка у светском купу - Ленат Облак, Словенија, 97. место у спринту |